# Paroisse Saint-Louis-de-France de Washington
La paroisse Saint-Louis-de-France est une communauté catholique française et francophone de Washington, D.C. aux États-Unis. Créée en 1960, la paroisse a pour lieu de culte l'église de l'Épiphanie dans le quartier de Georgetown.

## Histoire
Dès 1925, sur l’initiative d’une religieuse française, Mère Marie du Plessis, les catholiques d’origine française se retrouvaient le dimanche après-midi au pensionnat du Sacré Cœur, situé à cette époque 1719 Massachusetts Ave. Le Père Baisnée, sulpicien, professeur de philosophie à l’Université catholique de Washington, était aumônier de ce groupe. Au début des années 1940, le Père Argaut, prêtre français, ancien missionnaire en Inde, vint à Washington et fut vicaire à la cathédrale Saint Matthieu jusqu’à sa mort en 1958. Sans être l’aumônier de la communauté française, il fut d’un grand secours pour tous ceux qui eurent recours à son ministère pour des baptêmes, des mariages ou pour le sacrement de réconciliation.
À la fin des années 1940, plusieurs organisations internationales s’installèrent à Washington. Cela provoqua l’arrivée de plusieurs centaines de familles francophones dont le nombre s’accrut encore après 1960 avec l’accession à l’indépendance d’une vingtaine de pays francophones d’Afrique, dont chacun ouvrit une ambassade dans la capitale américaine.
Cette grande communauté de langue française étant en majorité catholique, il devient essentiel de pourvoir à la vie spirituelle de ses membres. Au milieu des années 1950, un père jésuite du Secrétariat de l’ONU, le Père Emmanuel de Breuvery (1903-1970), vint de New York une fois par mois célébrer la messe à l’intention des francophones de Washington dans la chapelle des Sœurs du Sacré Cœur. Vers 1955, le pensionnat du Sacré Cœur fut transféré à Bethesda où les messes continuèrent à être célébrées par le Père de Breuvery ou des prêtres étudiants belges ou canadiens.
En 1953, le Père Guillet fonda l’École française internationale qu’il dirigea jusqu’à sa mort en 1962, mais il n’exerça pas de ministère paroissial. La création d’une aumônerie francophone s’imposait afin de prendre en charge l’éducation religieuse des élèves de l’École française de Washington, futur Lycée Rochambeau.
Cette aumônerie commença en 1960, sous l’impulsion de l’Aumônerie générale des Français de l’étranger, organisme dépendant de la Conférence des évêques de France. Le premier prêtre, Père Donat Guillaume, franciscain, fut choisi avec l’agrément de l’Archevêché de Washington.
Elle entretient aujourd'hui des relations œcuméniques avec l'Église protestante francophone de Washington et travaille avec l'ambassade de France aux États-Unis et l'Alliance française de Washington.

### Églises françaises aux États-Unis
- Église Saint-Vincent-de-Paul-des-Français de New York

### Églises américaines en France
- Église américaine de Paris
- Cathédrale américaine de Paris